# Estádio Olímpico de Cheniangue

O Estádio Olímpico de Cheniangue é um estádio multi-uso para 60.000 pessoas localizado na cidade de Cheniangue, leste da China. Foi uma das sedes do futebol nos Jogos Olímpicos de Verão de 2008.
O complexo do estádio ainda inclui um ginásio para 10.000 pessoas, um parque aquático com 4.000 lugares e uma quadra de tênis também com 4.000 lugares.

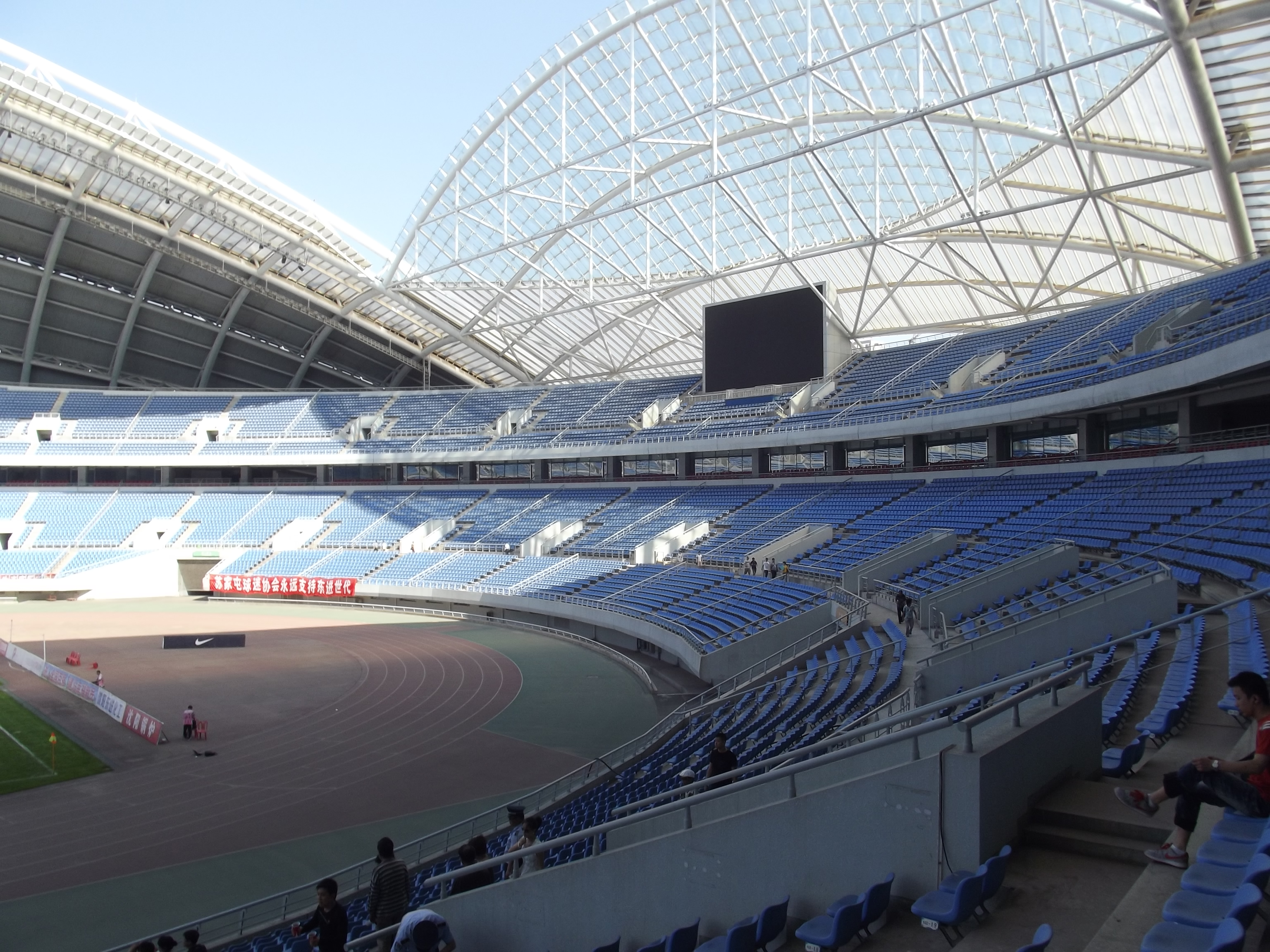
Interior do estádio.